# Gamla bron
El Gamla bron (que en suec vol dir «el pont vell») és el pont més antic que es conserva a la ciutat d'Umeå (Suècia) sobre el riu Ume, i compta amb una longitud de 301 metres.

## Història
Abans que la ciutat d'Umeå tinguera cap pont, els seus habitants havien de travessar el riu Ume sobre camins de gel durant l'hivern, i amb transbordadors durant la resta de l'any.
Durant la segona ocupació russa d'Umeå en la guerra finlandesa, els russos van construir en 1809 un pont flotant fet amb troncs. No obstant, poc després va ser destruït per una riuada a la primavera.
La construcció d'un pont sobre el riu Ume va ser condiderava massa costosa durant molt de temps, però el governador Gustaf Munthe es va interessar en aquest projecte quan va ocupar el càrrec en 1856 i 1858. Va ordenar investigar quin era el lloc més apropiat per a construir un pont, fer propostes de dissenys i calcular el seu cost. Les investigacions van indicar que just fora de la ciutat, riu amunt, el llit del riu era millor per a suportar el pont. El cost estimat va ser de 65.450 corones sueques. Finalment el cost va ser de 86.000 corones.
El pont es va inaugurar en 1863 i durant molt de temps calia pagar un peatge per a poder creuar-lo. Tan sols una dècada després, el pont original de fusta es va haver de canviar i en 1894-95 es va substituir per un pont d'acer que és el que es conserva.

## El pont avui en dia
El pont tan sols està obert per a l'ús de vianants i bicicletes. Durant 2013, es van detectar desperfectes que van haver de ser reparats.